# 大村仁太郎

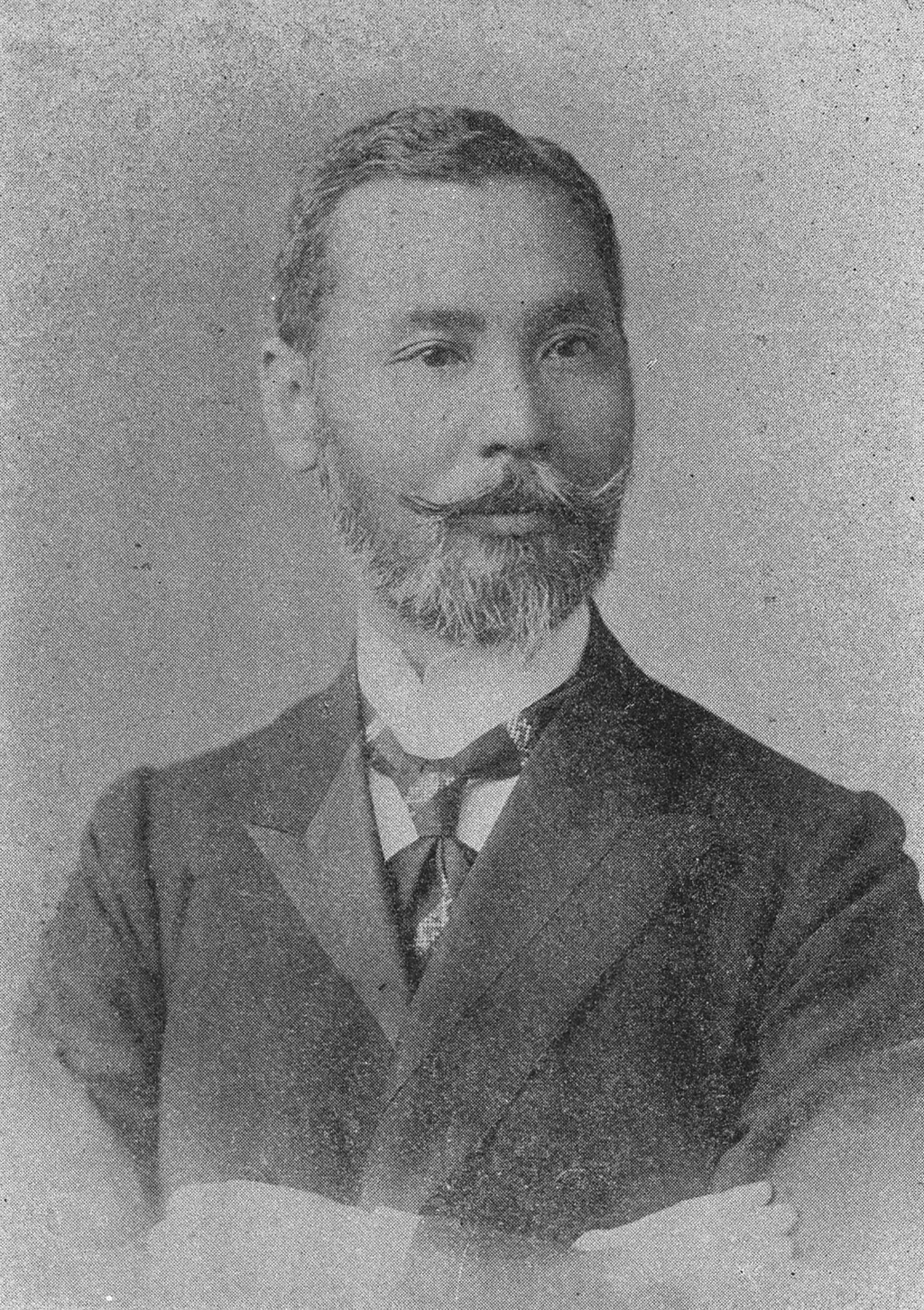
大村仁太郎

大村 仁太郎（おおむら じんたろう、文久3年9月25日（1863年11月6日） - 明治40年（1907年）6月5日）は、明治期のドイツ語学者・教育者。

## 経歴
江戸小石川関口水道町の出身。初め、筑土八幡町萬昌院に入って漢学を学んでいたが、明治14年（1881年）に陸軍省御用掛に登用され、翌年より東京外国語学校（現：東京外国語大学）に移り、明治17年（1884年）に助教授となって、以後陸軍大学校や第一高等中学校などで教壇に立ち、学習院教授に転じて獨逸文学科長となる。明治34年（1901年）から2年間ドイツに留学、帰国直後の明治36年（1903年）には学習院勤務のまま獨逸学協会学校校長を兼務する。獨逸学協会学校の教授であった山口小太郎・谷口秀太郎とともに著した『獨逸文法教科書』などのドイツ語テキストは“三太郎獨逸文典”の異名で知られている。また、ドイツ留学中にドイツの教育学に接し、ザルツマンの三部作“Krebsbüchlein, oder Anweisung zu einer unvernünftigen Erziehung der Kinder”・“Conrad Kiefer oder Anweisung zu einer vernünftigen Erziehung der Kinder. Ein Buch fürs Volk”・“Ameisenbüchlein, oder Anweisung zu einer vernünftigen Erziehung der Erzieher”を訳した『教育寓話我子の悪徳』（明治37年（1904年））・『教育寓話我子の美徳』（明治38年（1905年））・『教育者の教師』（明治39年（1906年））やアドルフ・マッチアスの教育書を訳した『太郎は如何にして教育すべき乎』（明治37年（1904年））、エレン・ケイの著書（『児童の世紀』）を訳した『二十世紀は児童の世界』』（明治39年（1906年））を刊行した。自らも『教育講話母と子供』（明治38年（1905年））、没後に刊行された『家庭教師としての母』を著し、児童教育は学校教育だけでは不十分で、むしろ家庭にこそ教育の本源であること、適切な家庭教育の実現には母親となる女性の教育が重要であり、そのためには母親として最低限の知識と技能を身に着けるための教育が欠くことができないと主張し、そのための道筋を呈示した。
日独関係の発展に貢献したとしてドイツ皇帝ヴィルヘルム2世より赤鷲三等勲章を授けられた。明治40年（1907年）6月5日に45歳（数え年）で没した。墓所は雑司ヶ谷霊園。